# Bruna Esposito
Bruna Esposito (Roma, 1960) è un'artista italiana.

## Biografia
Bruna Esposito nasce a Roma, dove frequenta la facoltà di architettura dell’Università ''La Sapienza'' di Roma. Lasciati gli studi di architettura si trasferisce per diversi anni all'estero. 
A New York, dove vive e lavora tra il 1980 e il 1986, entra in contatto con personalità dell’arte tra cui Lucio Pozzi e Donald Judd, realizza performance e happening teatrali, collabora con artisti e artiste, danzatori e musicisti. Viene poi selezionata dall’Independent Study Program del Whitney Museum of American Art.
Nel 1987 si trasferisce a Berlino Ovest, dove lavora per due anni, realizzando diverse performance e installazioni che prevedono strutture galleggianti. Durante la sua permanenza nella capitale tedesca riceve inoltre due borse di studio dall’I.B.A.-Berlin per la ricerca, la progettazione e gli studi di fattibilità di due progetti tra arte e architettura aventi la funzione di Gabinetto Pubblico, che verranno poi realizzati nel 2003 per la 8ª Biennale di Istanbul, curata da Dan Cameron.
Già vincitrice di premi, tra i quali il Leone d’Oro, in occasione della 48ª Biennale di Venezia (1999) e il premio di Italian Studio Program P.S.1. del MoMA di New York (1999), nel 2001 le viene assegnato anche il Premio MAXXI per la Giovane Arte Italiana. L’opera creata per l'occasione entra a far parte della collezione permanente del MAXXI - Museo nazionale delle arti del XXI secolo. 
L’artista nell'esprimere la sua poetica si serve di tecniche diverse, realizzando lavori scultorei, disegni, fotografie, collage, video installazioni, opere multimediali, site specific, pubbliche, e sonore. Nelle sue opere Esposito tratta temi quali la cura, il cambiamento, il rapporto tra lo scorrere del tempo e la sostanza mutevole degli oggetti. 
Molte delle sue creazioni sono caratterizzate da una volontaria transitorietà nell'intento di creare una realtà in cui materiali di uso quotidiano vengono poeticamente trasformati e assumono nuovi significati.

## Mostre e attività performative
- 1996 Quadriennale di Roma.
- 1997 Documenta X di Kassel.
- 1999 48ª Esposizione internazionale d'arte di Venezia.
- 2002 Bruna Esposito, Castello di Rivoli - Museo d’Arte Contemporanea, Torino.
- 2003 Biennale di Istanbul.
- 2004 Biennale di Gwanjiu, Corea.
- 2005 56ª Esposizione internazionale d'arte di Venezia.
- 2010 Bruna Esposito CHIAMA Anja Puntari, Fondazione La Quadriennale di Roma - Villa Carpegna.
- 2011 Bruna Esposito. Paesaggio - MAXXI Museo nazionale della arti del XXI secolo, Roma.
- 2016 Davvero/Truly. Solo Show, FL GALLERY, Milano.
- 2016-2017 L'altro sguardo. 1965-2015 - La Triennale di Milano.
- 2016 XIII Bienal de Cuenca – Bienal Internacional de Cuenca, Cuneca
- 2017 Osten Biennal, Osten , Belgium
- 2017 Allegro non troppo, Rome, Italy, Studio Stefania Miscetti; Bruna Esposito. e così sia…, Rome, Italy, MAXXI Museum
- 2018 Inconveniente, Bologna, Italy, Fondazione Raccolta Cardinale Lercaro
- 2019 Perle Rare, Milan, Italy, Centro San Fedele
- 2020 Altri Venti – Ostro, Roma, Italia, Studio Stefania Miscetti
- 2022 Con questi chiari di luna, Napoli, Italia, Museo Madre

## Premi e riconoscimenti
- 1999 Italian Studio Program P.S.1, New York.
- 1999 Leone d’oro per la migliore partecipazione nazionale al Padiglione Italia - XLVIII Biennale di Venezia.
- 2001 Premio MAXXI per la Giovane Arte Italiana.
- 2010 Premio Terna 03 (per la sezione “Terawatt”) Roma.
- 2011 Premio della Camera dei Deputati per il 150° dell’Unità d’Italia, Roma.
- 2013 IV Premio Maretti - Valerio Riva Memorial, Napoli.
- 2020 Premio Mibact/divulgazione e acquisizione di Altri Venti – Ostro, Italy